# Centàurea de Malta
La centàurea de Malta, rialla, rialles, riola o oriola (Centaurea melitensis) és una espècie de planta del gènere Centaurea, subgènere Solstitiaria de la família de les asteràcies. En català s'anomena comunament oriola, centàurea de Malta, rialla, rialles o riola. És una espècie anual i biennal, de 10 a 100 cm d'alçària, amb tiges ramificades superiorment, fulles amb resines, i espines tipus alternes, les inferiors peciolades amb limbe sinuat i lobat o pinnat, les caulinars assentades i linear lanceolades. Les flors en capítols discoides, homogams, solitaris o en grups terminals. Capítols amb involucre de bràctees aracnoidees, les externes i mitjanes amb un apèndix espinós. Aquest apèndix té una espina terminal i diversos parells d'espines laterals. Els fruits són aquenis amb un vil·là escamós gairebé tan llarg com l'aqueni i amb eleosoma. Té un nombre cromosòmic de 2n=24
Aquesta planta és nativa de la regió mediterrània d'Europa i Àfrica del Nord. Es va introduir a Amèrica del Nord al segle XVIII: la primera aparició documentada a Califòrnia està en la tova d'un edifici construït a San Fernando el 1797. També està naturalitzada en una sèrie d'illes del Pacífic, i pràcticament en el món sencer.
C. melitensis fou descrita per Carl Linné i publicat a Species Plantarum
Sinònims
- Centaurea apula Lam. [1785]
- Centaurea congesta Willd. ex DC.
- Centaurea patibilcensis DC.
- Centaurea glomerata Webb i Berthel.
- Centaurea americana Spreng.
- Centaurea sessiliflora Lam. [1779]
- Centaurea reuteriana var. pinnatisectaParsa
- Calcitrapa sessiliflora Lam. [1779]
- Calcitrapa melitensis (L.) Dum.Cours. [1811]
- Calcitrapa conferta Moench
- Calcitrapa patibilcensis Kunth
- Calcitrapa melitensis (L.) Soják [1972]
- Cyanus melitensis Gaertn.
- Triplocentron melitense (L.) Cass. in Cuvier [1828]
- Solstitiaria melitensis (L.) Hill
- Seridia melitensis (L.) Sweet [1826][7][8][9]